# Rivière Ashberham
La rivière Ashberham est un tributaire du Grand lac Saint-François lequel constitue le lac de tête de la rivière Saint-François. Le cours de la rivière Ashberham traverse le territoire de la municipalité de Saint-Joseph-de-Coleraine, dans la MRC Les Appalaches, dans la région administrative de Chaudière-Appalaches, sur la Rive-Sud du fleuve Saint-Laurent, au Québec, Canada.

## Géographie
Les principaux bassins versants voisins de la rivière Ashberham sont :
- côté nord : rivière Bécancour, Lac Bécancour ;
- côté est : rivière de l'Or ;
- côté sud : Grand lac Saint-François ;
- côté ouest : lac Noir, rivière Bisby, rivière Bécancour.

La rivière Ashberham prend sa source sur le flanc sud des Collines de Bécancour, soit au sud-ouest de l'aéroport de Thetford Mines.
De là, la rivière descend sur 8,3 km d'abord vers le sud-est, puis le sud et le sud-ouest, jusqu'à se déverser sur la rive nord du Lac Caribou (longueur : 2,2 km ; altitude : 331) que le courant traverse sur 2,2 km vers le sud-ouest. Ce lac est situé au sud des Collines Rééd.et de la Colline Crabtree, au sud-est du Mont Quarry et à l'est de la Colline Provençal. Les sites miniers de Thetford Mines sont situés du côté nord-ouest de ces montagnes. Le versant nord du lac est montagneux. Son embouchure se déverse au sud-ouest du lac.
À partir du lac Caribou, la rivière Ashberham coule d'abord sur 5,9 km vers le sud, puis le sud-est, jusqu'à l'embouchure du ruisseau Beebe (venant du nord) ; et 0,8 km vers l'est, en traversant le pont routier, jusqu'à la rive ouest du Petit Lac Saint-François (Ashberham). Ce lac est entièrement entouré de chalet.
Le courant traverse le "Petit lac Saint-François" sur 1,5 km vers le sud-ouest jusqu'à l'embouchure du lac situé au sud. Puis, la rivière coule sur 1,3 km vers le sud jusqu'à son embouchure.
L'embouchure de la rivière Ashberham est situé sur la rive nord du Grand lac Saint-François, à 3,3 km (sur l'eau) au nord-est du barrage Jules-Allard qui est érigé à l'embouchure du Grand lac Saint-François et 2,8 km (sur l'eau) au sud-ouest de l'embouchure de la rivière de l'Or.

## Toponymie
Le toponyme Rivière Ashberham a été officiellement inscrit le 5 décembre 1968 à la Commission de toponymie du Québec.